# Сумино (Наро-Фоминский район)
Сумино — деревня в Наро-Фоминском районе Московской области, в составе городского поселения Калининец. Население — 38 человек по Всероссийской переписи 2010 года, в деревне числятся 13 улиц, 1 тупик и 5 садовых товариществ. До 2006 года Сумино входило в состав Петровского сельского округа.
Деревня расположена в северо-восточной части района, примерно в 26 км от Наро-Фоминска, высота центра над уровнем моря 208 м. Ближайшие населённые пункты — примыкающее на севере Новосумино и в 0,7 км на юго-запад — Тарасково.